# USS Bismarck Sea (CVE-95)
Авіаносець «Бісмарк Сі» (англ. USS Bismarck Sea (CVE-95)) — ескортний авіаносець США часів Другої світової війни, типу «Касабланка».

## Історія створення
Авіаносець «Бісмарк Сі» закладений 31 січня 1944 року на верфі Kaiser Shipyards у Ванкувері ім'ям "Alikula Вау. Спущений на воду 17 квітня 1944 року. 16 травня 1944 року перейменований на «Бісмарк Сі». Авіаносець вступив у стрій 20 травня 1944 року.

## Історія служби
Після вступу в стрій авіаносець брав участь в десантній операції в затоці Лінгаєн (о. Лусон, січень 1945 року) та битві за Іодзіму (лютий 1945 року).
21 лютого 1945 року авіаносець був пошкоджений влучанням двох камікадзе, які викликали великі пожежі та вибухи. Через 2 години авіаносець затонув. Втрати екіпажу склали 119 чоловік загиблими та 99 пораненими.